# Rosaura Leonora Rueda Gutiérrez
Rosaura Leonora Rueda Gutiérrez (Kansas City, 8 de febrero de 1956) es una diplomática mexicana y licenciada en relaciones internacionales por la Facultad de Ciencias Políticas y Sociales de la Universidad Nacional Autónoma de México, perteneciente al Servicio Exterior Mexicano desde 1990. Actualmente es la embajadora de México en República Checa, cuyo nombramiento ocurrió el 27 de abril de 2017 y la presentación de cartas credenciales el 8 de agosto del mismo año.
Actualmente es la embajadora de México en la República Árabe de Egipto, concurrente ante Sudán, Chad y Eritrea, cuyo nombramiento ocurrió el 10 de marzo de 2023 y su ratificación de nombramiento por el Senado de la República el 27 de junio del mismo año.

## Biografía y datos académicos
Estudió la licenciatura en relaciones internacionales por la Facultad de Ciencias Políticas y Sociales en la Universidad Nacional Autónoma de México y se tituló en 1981 con la tesis “El Movimiento de Países No Alineados en la dinámica mundial contemporánea” con mención honorífica. Ha realizado cursos de maestría en Economía en la misma Universidad y diversos diplomados en diferentes instituciones nacionales y extranjeras a través del Instituto Matías Romero, relativos a Negociaciones Comerciales Multilaterales; Islam and The West de la Universidad de Yale; Derecho Judicial Internacional del Centro de Investigación de Seguridad Nacional y el seminario sobre Seguridad Nacional de la Secretaría de la Defensa Nacional y de la Secretaría de Marina.
En 1979 contrae matrimonio con el catedrático e investigador de El Colegio de México y la UNAM, Luis González-Souza, con quien tiene dos hijas: Adela Valentina (1981) e Itzel (1983).   

## Carrera profesional
Ingresó a colaborar en la Secretaría de Relaciones Exteriores a finales de 1973 en la entonces Dirección General de Asuntos Consulares hasta 1977. Posteriormente, de 1977 a 1980, colaboró en la Subsecretaría del Ramo encabezada por Alfonso de Rosenzweig-Díaz A. De 1981 a 1995 se incorporó en la Dirección General para América Latina y el Caribe en la que se encargó del seguimiento político de los países del Pacto Andino y de algunos países de Centroamérica.  A su vez, la diplomática colaboró como Asesora en la Subsecretaría para América Latina y el Caribe (1985-1988) instancia que, entre otros múltiples temas, encabezaría los trabajos del entonces recién creado Grupo de Contadora.
De 1988 a 1991 fue la Directora de Asuntos y Cooperación fronteriza de la Dirección General de Fronteras en la que atendió asuntos relativos a la frontera norte y la frontera sur.

## Carrera diplomática
En 1990 presentó el examen de ingreso al Servicio Exterior Mexicano. En 1991 es trasladada al Consulado General de México en Nueva Orleáns, con jurisdicción en Mobile, Alabama, y los condados al oeste del Río Misisipi.
En 1995 regresa a México para hacerse cargo de la Dirección para la Frontera Norte, ahora como parte de la Dirección General para América del Norte. En dicha función atendió las particularidades de esa región entre las que destaca la coordinación con los estados y municipios fronterizos en materia de desarrollo y cooperación fronteriza, migratoria, de seguridad, en el marco de diversos mecanismos como el Grupo Binacional de Puentes y Cruces Fronterizos Internacionales, la Comisión Internacional de Límites y Aguas con Estados Unidos y otras creadas bajo los Acuerdos Paralelos del Tratado de Libre Comercio (TLCAN) sobre Medio Ambiente Fronterizo.   
En el 2001 como Ministra es trasladada a Vietnam para hacerse cargo de la Embajada de México en Hanói, donde profundizó los lazos políticos, de amistad y cooperación entre ambos países mediante una activa promoción económica y cultural.
En enero de 2006 se desempeñó como Embajadora de México en Jamaica, concurrente ante Las Bahamas, y representante Permanente de México ante la Autoridad de los Fondos Marinos. Más adelante, en 2011 es designada como Embajadora de México en Nueva Zelandia, concurrente ante Samoa, Tonga y Tuvalu.
Más tarde, en 2016 fue designada como Asesora Especial para Asuntos de Migración del Subsecretario para Asuntos Multilaterales y Derechos Humanos. En marzo de 2017 la embajadora Leonora Rueda fue trasladada a la Embajada de México en Praga, República Checa.